# Namu Ukur Selatan
Namu Ukur Selatan is een bestuurslaag in het regentschap Langkat van de provincie Noord-Sumatra, Indonesië. Namu Ukur Selatan telt 3436 inwoners (volkstelling 2010).